# Asma Barlas
Asma Barlas (Urdu: اسما برلاس) (Lahore, 10 maart 1950) ontwikkelde in haar boek "Believing Women" in Islam: Unreading Patriarchal Interpretations of the Qur'an (2002) een feministische theologie op basis van een feministische herinterpretatie van de Koran. Dit boek is het resultaat van haar onderzoek naar traditionele manieren van kennisoverdracht binnen de islam, waarbij ze zich met name richtte op patriarchale exegese van de Koran.
Barlas was een van de eerste vrouwen die in Pakistan tot de diplomatieke dienst werd toegelaten. Zij werd echter ontslagen toen zij kritiek uitte op het militaire regime van generaal Mohammed Zia-ul-Haq. Ze werkte bij de oppositiekrant The Muslim tot zij in 1983 het land moest verlaten. Zij vroeg politiek asiel aan in de VS, waar zij diverse beurzen en aanstellingen ontving, onder andere van het Department of Public Information van de Verenigde Naties, de American Association of University Women en het American Insittute of Pakistan Studies. Asma Barlas is momenteel hoogleraar politicologie aan het Ithaca College te Ithaca (New York). 
In Pakistan behaalde zijn een bachelors degree in Engelse literatuur en filosofie en een masters degree in journalistiek. Aan de Universiteit van Denver promoveerde zij in International Studies.

## Publicaties
- "Believing Women" in Islam: Unreading Patriarchal Interpretations of the Qur'an, University of Texas Press, 2002